# Синицино (Павлодарская область)
Синицино (каз. Синицино) — упразднённое село в Щербактинском районе Павлодарской области Казахстана. Ликвидировано в ? г.

## История
Село Синицино основано в 1914 г. украинскими крестьянами в урочище Шункыркудык Вознесенской волости.